# Медведєв Роман Олегович
Роман Олегович Медведєв (нар. 6 листопада 1990, Харків) — український футболіст, захисник.

## Ігрова кар'єра
Вихованець київського «Арсенала» та ДЮСШ-15.
У дорослому футболі дебютував 2008 року виступами за кіровоградську «Зірку», за яку до кінця року зіграв у 5 матчах другої ліги чемпіонату та у двох кубкових матчах.
На початку 2010 року став гравцем першолігового «Харкова», де грав до завершення сезону. Після цього харківський клуб було розформовано і Медведєв на правах вільного агента покинув команду.
У сезоні 2011/12 був гравцем прем'єрлігової «Волині», але виступав виключно за молодіжну команду, в складі якої провів 15 матчів і забив 1 гол.